# Léon-Paul Fargue

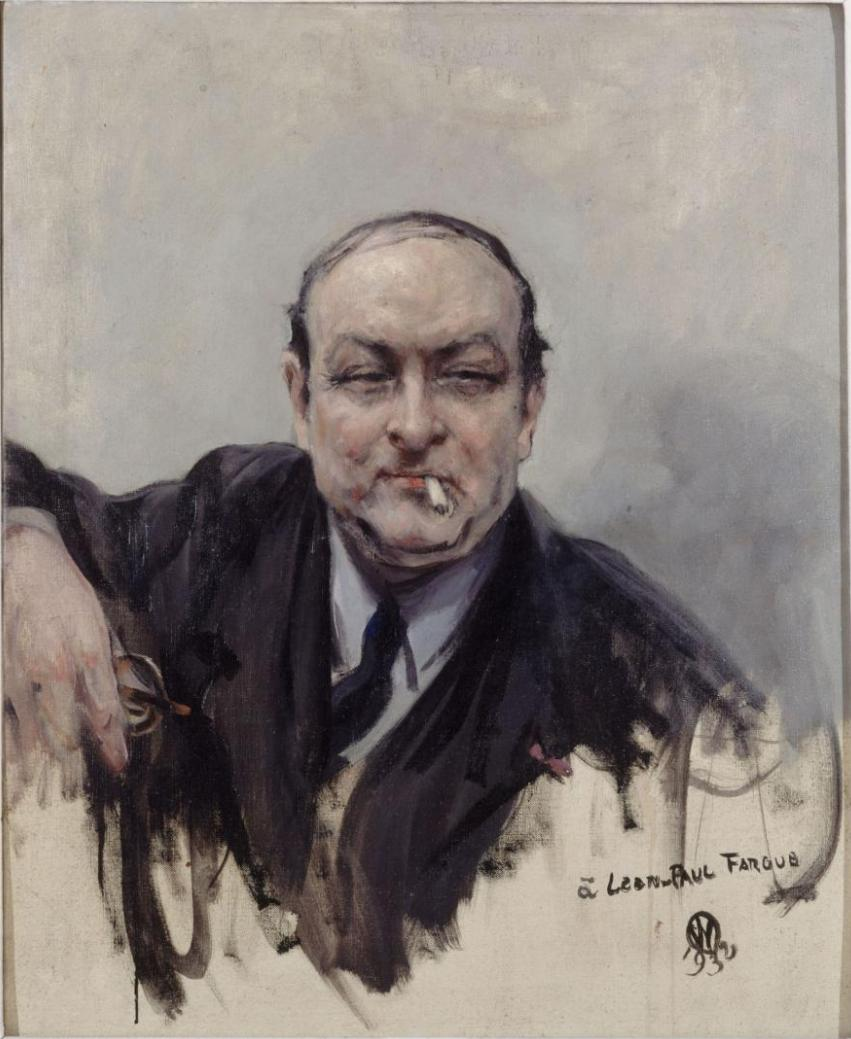
Retrato, por Raymond Woog (ca. 1940)

Léon-Paul Fargue (4 de marzo de 1876 - 24 de noviembre de 1947) fue un poeta y ensayista francés. 

## Biografía
Nació en París, Francia. Como poeta fue notable por su poesía atmosférica y detallista. Su obra pasó por numerosos movimientos literarios. Antes de alcanzar los 19 años de edad, Fargue ya había publicado en el L'Art littéraire en 1894 y su importante poema Tancrède apareció en la revista Pan en 1895. 
Como opositor de los surrealistas, se hizo miembro del círculo de la poesía simbolista vinculado a Le Mercure de France.[cita requerida]
También fue poeta de París, y más adelante en su carrera publicó dos libros acerca de la ciudad, D'après París (1931) y Le piéton de París (1939). Publicó un libro de recuerdos sobre su amigo Maurice Ravel. Era un miembro de Los Apaches y permaneció como amigo íntimo de Ravel hasta el final. Uno de sus poemas, Rêves, fue musicalizado por Ravel en 1927. 
Murió en 1947 en París y fue enterrado en el Cementerio de Montparnasse.

## Obras
- Poèmes, 1905
- Nocturnes, 1905
- Tancrède, 1911
- Pour la musique, 1912
- Banalité, 1928 (ilustrado en 1930 por Roger Parry)[1]
- Vulturne, 1928
- Épaisseurs, 1929
- Sous la lampe, 1929
- Ludions, 1930
- Poésies, 1963